# 토마스우는토끼
토마스우는토끼 또는 토마스피카(학명: Ochotona thomasi)는 우는토끼과에 속하는 포유류의 일종이다. 중국의 토착종이다. 서식지 감소로 멸종 위협을 받고 있다.